# Keresztelő Szent János-templom (Volarice)
A volaricei Keresztelő Szent János-templom Horvátországban, a Lika-Zengg megyei, Ostrvica település részét képező Volarice római katolikus temploma volt. Ennek a régi szakrális épületnek ma már csak csekély maradványai találhatók. 

## Fekvése
Volarice, egy kis falu a Likában levő Ostrvica falu határában, Osztrovica vára alatt. A régi templom maradványai egy Kovčeg nevű forrás közelében fekszenek, melynek vize sohasem apad el. Maga a középkori falu, ahol ma már csak néhány ház áll két hegy közötti átjáróban feküdt, és feltehetően Osztrovica középkori várának szolgálófaluja volt.

## Története
A történeti forrásokban Volaricét nem találjuk, de mivel a templom Osztrovica vára alatt található története szorosan kapcsolódik a vár történetéhez. A várat valószínűleg a Mogorović nemzetséghez tartozó Disislavich Novak, vagy fia Péter építhette és már 1341-ben említik. 1408-ban Frangepán Miklós gróf birtokcserével jutott a fele részének birtokába, majd 1420-ban a többi részét is megvásárolta. 1449-ben a Frangepánok birtokmegosztásakor a vár Frangepán Dujimé lett, majd az ő halála után fia, Mihály kezére került. 1493-ban a korbávmezei csata idején Frangepán György tulajdona volt, aki 1522-ben a török veszély közeledtére a királyi katonaságnak adta át a várat. Valószínűleg Osztrovica vára is 1527-ben, a többi likai várral együtt került török kézre. A török uralom idején pravoszláv vlachok települtek be és a korabeli forrásokból úgy tűnik, hogy a vár közelében török település is volt. A térség 1689-ben szabadult fel a török uralom alól.
A templom történetéről alaprajza és a kutatások alapján annyit mondhatunk, hogy valószínűleg a 14. század elején épült román stílusban. A szépen kidolgozott falazatok megfelelnek ennek a kornak. A fonott ornamentikával díszített szemöldökkövek a nyugati homlokzatot nyilván későbbre, a 15. század elejére datálják, amiből az elpusztított templom újjáépítésére következtethetünk. A templom helyreállítása a legegyszerűbb módon, a régi falak egy részének felhasználásával készült. A tört kővel való falazás, a portálok és az ablakok egyszerű formája és régebbi anyagból való felhasználása a 15. századra és 16. század elejére jellemző. Nem ismert, hogy milyen állapotban volt az egyház a 17. század végén a törököktől való felszabadulásra után. A törökök nem rombolták le szándékosan a katolikus egyházakat, hanem egyszerűen sorsukra hagyták őket. A török település valószínűleg a középkori vár területén volt. A templom utolsó felújítása valószínűleg a felszabadítás után volt, ennek nyomai láthatók a nyugati homlokzaton és a harangdúcon. Ezután a templomon már komolyabb felújítást nem végeztek, legfeljebb újravakolták. Az épület elhagyatva a 20. század elejére teljesen tönkrement, végül 1948-ban összeomlott. Anyagát a környező építkezésékhez hordták szét, mára nyoma is alig maradt.

## Kutatástörténete
A Keresztelő Szent János-templom egykori kinézetéről talán a legtöbb információ a 20. század elejéről származó fotókon található. Ezeket I. Rupčić 1910-ben készítette a templom nyugati és a déli homlokzatáról. A tető állapota azt mutatja, hogy a templom ekkor már elhanyagolt állapotban állt, és bár az ajtó láthatóan mindig zárva volt, az ablakok még mindig a üvegezettek voltak. A templomnak egyszerű, négyszögletes ajtaja volt, mely a nyugati oldalról nyílt, az ajtó felett pedig egy négyszögletes fülke található. Egyből feltűnik az ajtó és a fülke fölötti áthidalók kora középkori templomokra jellemző fonatos ornamentikájú díszítése. Ez a két homokkőből készült faragvány később a Zágrábi Régészeti Múzeumba került. Efelett még egy négyszögletes ablak volt, mely a padlástérből nyílt. A nyugati homlokzat alsó részét még vakolat fedte, de a felső részről ez már leesett, így látható vált a fal szerkezete. A homlokzati fal alsó része tört kövekből épült, a köztes nagyobb réseket pedig apróbb kövekkel töltötték ki. Ez a falazási mód a 15. század második felére volt jellemző. A homlokzat tetején állt a harangdúc, mely ekkor már olyan rossz állapotban volt, hogy harang nem volt benne. A déli homlokzat fényképén vakolt fal látható, rajza két, négyszögletes, üvegezett ablakkal. A déli és a nyugati fal találkozásánál látható függőleges repedés arra utalhat, hogy a helyreállításkor ezt a részt kiegészítették.
Amikor 1924-ben Večeslav Henneberg a templom alaprajzát elkészítette a falak ugyan teljes magasságban álltak, de már tető nélkül. Még láthatta a bejárati portált és az ablakokat is, de az utóbbiakat már keret nélkül. Az apszisban két félkör alakú falfülkét talált. Henneberg sík palettájú ablakokat rajzolt, de az apszis belsejének fényképe azt mutatja, hogy az apszis hátulján lévő, már keret nélküli ablakon román jellegzetességek lehettek. Horvátország kontinentális kulturális műemlékeinek ismert kutatója, Anđela Horvat 1949. szeptember 3-án ellátogatott Volaricébe is. Füzetében azt a megjegyzést hagyta, hogy „A templomot tört kövekből, meglehetősen ügyetlenül építették, így az régisége folytán magától omlott össze. Már több, mint negyven éve elhagyottan áll és már egy éve összeomlott.” Anđela Horvat ottjártakor a homlokzat falának magassága még mindig 4,5 méter volt. Megmérte a templom alapjait is, melyek hosszúsága 10 méter, szélesség 6 méter volt. 
1985-ben Zorislav Horvat, Milan Kruhek társaságában meglátogatta és lefényképezte a templom akkor már alig látható maradványait. Az alapok még mindig felismerhetők voltak, sőt a fal egy része is megvolt a félkör alakú apszisnál mintegy 60-70 cm magasan. Az apszis falának vastagságát 70 cm-nek mérték. A fal belső oldalát körülbelül négyzet alakú, gyönyörűen faragott darabokból látták megépítve, ami a 13. században és még a 14. század elején is gyakori volt. A nyugati homlokzat ekkor már nem volt meg. Alaprajza alapján a téglalap alakú hajóval és a félkör alakú apszissal templomot román stílusúnak találták. A Henneberg-alaprajztól csak kisebb eltéréseket találtak.